# Mörsils landskommun
Mörsils landskommun var tidigare en kommun i Jämtland.

## Administrativ historik
Kommunen bildades 1863 i Mörsils socken i Jämtland när 1862 års kommunalförordningar trädde i kraft. Vid kommunreformen 1952 gick Mattmars landskommun upp i Mörsil. År 1971 infördes enhetlig kommuntyp och Mörsils landskommun ombildades därmed till den kortlivade Mörsils kommun, som uppgick i den nybildade Åre kommun 1 januari 1974.
Kommunkontoret fanns i Mörsils samhälle.

### Kyrklig tillhörighet
I kyrkligt hänseende tillhörde kommunen Mörsils församling. Den 1 januari 1952 tillkom Mattmars församling.

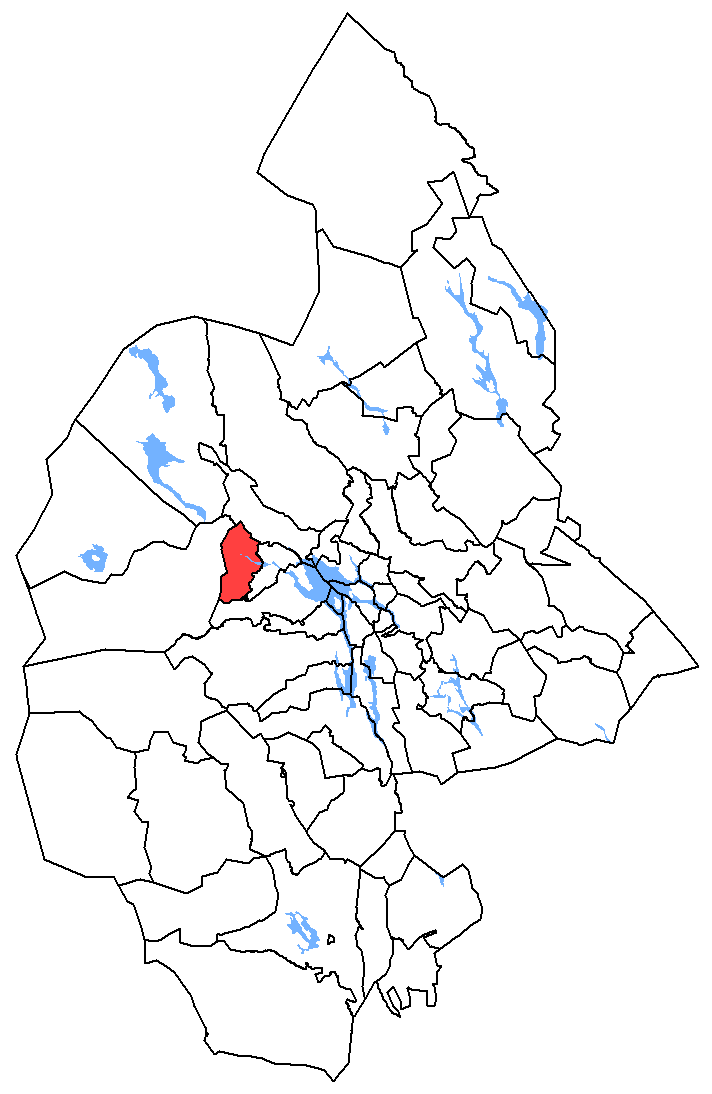
Mörsils landskommuns ursprungliga omfattning 1863–1951.

## Kommunvapen
Blasonering: Sköld genom en tinnskura delad av rött, vari tre pikar av guld med spetsar av silver uppskjuta, och av silver.
Kommunvapnet antogs 1957.

## Geografi
Mörsils landskommun omfattade den 1 januari 1952 en areal av 498,40 km², varav 450,40 km² land.

### Tätorter i kommunen 1960
I Mörsils kommun fanns tätorten Mörsil, som hade 716 invånare den 1 november 1960. Tätortsgraden i kommunen var då 28,6 procent.

## Politik

### Mandatfördelning i valen 1938-1970
| 2 | 10 | 2 | 3 | 3 |

| 20 |

| 2 | 11 | 7 |

| 19 |

| 3 | 11 | 6 |

| 17 | 3 |

| 2 | 19 | 4 | 8 | 2 |

| 31 |

|  | 17 | 5 | 7 | 5 |

| 32 |

|  | 18 | 5 | 6 | 5 |

| 32 |

| 19 | 5 | 7 | 4 |

| 31 |

| 18 | 7 | 6 | 4 |

| 28 | 7 |

| 18 | 9 | 5 | 3 |

| 27 | 8 |

Kommunfullmäktiges siste ordförande var Tage Åhman och kommunstyrelsens siste ordförande var Lars Bring.